# Procanthia
Procanthia är ett släkte av fjärilar. Procanthia ingår i familjen björnspinnare.
Kladogram enligt Catalogue of Life:
| Procanthia | \| \| Procanthia argentea \| \| \| \| \| \| Procanthia distanti \| \| \| \| |
|            | \| \| Procanthia argentea \| \| \| \| \| \| Procanthia distanti \| \| \| \| |
|            | Procanthia argentea                                                         |
|            |                                                                             |
|            | Procanthia distanti                                                         |
|            |                                                                             |

## Bildgalleri

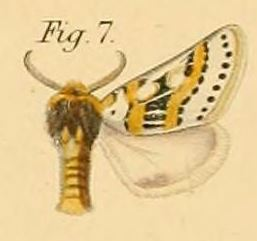
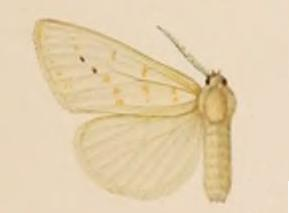